# Powerful
«Powerful» es una canción grabada por el proyecto de música electrónica estadounidense Major Lazer. Es el segundo sencillo oficial de su tercer álbum de estudio, Peace Is the Mission  (2015), cuenta con la colaboración vocal de la cantante británica Ellie Goulding y del cantante jamaicano Tarrus Riley.

## Composición
La canción es descrita como una "poderosa balada de EDM" con un alma de pop y R & B, que por su naturaleza llevó a los críticos a etiquetarla como una de las canciones más accesibles para la radio del álbum. Fue escrita por Thomas Pentz, Maxime Picard, Clemente Picard, Ilsey Juber, Fran Hall y el músico de reggae Tarrus Riley; este último, más tarde, también aparece en una pista de la cantante Ellie Goulding. 
La canción marca la salida total del característico estilo musical de Major Lazer, ya que está inspirada en el dancehall. Líricamente, la canción habla de que el otro protagonista tiene "poder" sobre ellos, así que cuando tocan hay electricidad. También hace insinuaciones sexuales. El coro de la canción se utilizó por primera vez en la serie de televisión Major Lazer en FXX un mes antes de que la canción completa se estrenará en el episodio  "Vampire Weekend".

## Video musical
El video musical fue lanzado el 23 de julio de 2015. Cuenta con Goulding y Riley interpretando a dos personas con poderes telekineticos y arruinando un pequeño restaurante. El tema del clip es etiquetado como "sobrenatural" y fue dirigido por James Slater.

## Lista de canciones
- Descarga digital[7]

1. "Powerful" (featuring Ellie Goulding and Tarrus Riley)

## Posicionamiento en listas
| Lista (2015)                           | Mejor posición |
| -------------------------------------- | -------------- |
| Alemania (Offizielle Deutsche Charts)  | 90             |
| Australia (ARIA)                       | 7              |
| Australia Dance (ARIA)                 | 1              |
| Austria (Ö3 Austria Top 40)            | 55             |
| Bélgica (Flandes) (Ultratop 50)        | 30             |
| Bélgica (Valonia) (Ultratop 50)        | 33             |
| Dinamarca (Tracklisten)                | 39             |
| Escocia (Scottish Singles Sales Chart) | 93             |
| Eslovaquia (Rádio Top 100)             | 50             |
| Estados Unidos (Billboard Hot 100)     | 83             |
| Estados Unidos (Mainstream Top 40)     | 22             |
| Francia (SNEP)                         | 78             |
| Hungría (Single Top 40)                | 31             |
| Irlanda (IRMA)                         | 77             |
| Italia (FIMI)                          | 31             |
| Nueva Zelanda (Recorded Music NZ)      | 20             |
| Países Bajos (Dutch Top 40)            | 31             |
| Países Bajos (Mega Single Top 100)     | 73             |
| Polonia (Polish Airplay Top 100)       | 7              |
| Polonia (Polish Airplay New)           | 1              |
| Reino Unido (UK Singles Chart)         | 54             |
| Reino Unido (UK Indie Chart)           | 3              |
| República Checa (Rádio Top 100)        | 10             |
| Suiza (Schweizer Hitparade)            | 53             |

| Listas(2015)     | Posición |
| ---------------- | -------- |
| Australia (ARIA) | 68       |
| Polonia (ZPAV)   | 43       |

## Certificaciones
| Región               | Certificación | Unidades Certificadas/ Vendidas | Ref.   |
| -------------------- | ------------- | ------------------------------- | ------ |
| Australia (ARIA)     | Platino       | 70,000                          | [ 33 ] |
| Italia (FIMI)        | Platino       | 50,000                          | [ 34 ] |
| Nueva Zelanda (RMNZ) | Oro           | 7,500                           | [ 35 ] |